# 에히메 대학
에히메 대학(일본어: 愛媛大学, Ehime University)은 일본의 국립 대학이다. 대학 본부는 에히메현 마쓰야마시에 있다.

## 연혁
에히메 대학은 1949년에 마쓰야마 고등학교(松山高等學校), 에히메 사범학교(愛媛師範學校), 에히메 청년 사범학교(愛媛靑年師範學校), 니하마 공업 전문학교(新居濱工業專門學校)를 통합하여 설립되었다. 1954년에 에히메 현립 마쓰야마 농과대학(愛媛縣立松山農科大學)을 통합하였다.
공학부는 처음에 니하마 시(新居濱市)에 있었지만, 1963년에 본부 캠퍼스로 이전하였다. 구 니하마 캠퍼스에는 국립 공업 고등전문학교가 설립되었다.
- 1949년 : 에히메 대학 발족 (학부: 문리학부, 교육학부, 공학부).
- 1954년 : 에히메 현립 마쓰야마 농과대학을 통합. 농학부 설치.
- 1963년 : 공학부, 문리학부가 현 조호쿠(城北) 캠퍼스로 이전.
- 1968년 : 문리학부를 분리: 법문학부, 이학부 설치.
- 1973년 : 의학부 설치.

이하, 에히메 대학에 통합된 구 학교들의 연혁이다.
- 1919년 : 마쓰야마 고등학교 설립.
- 1920년 : 현 모치다(持田) 캠퍼스로 이전.
- 1949년 : 에히메 대학 문리학부가 됨.

- 1876년 8월 : 에히메현 사범학교 설립.
- 1876년 11월 : 에히메 현 이요 사범학교(愛媛縣伊豫師範學校)로 개칭.
- 1877년 : 에히메 현 사범학교로 개칭.
- 1886년 : 에히메 현 심상 사범학교로 개칭.
- 1900년 : 에히메 현 사범학교로 개칭.
- 1910년 : 남자 사범학교와 여자 사범학교를 분리.
- 1943년 : 남자 사범학교를 여자 사범학교와 통합. 관립 에히메 사범학교로 승격.
- 1945년 : 전쟁으로 인해 교사 소실.
- 1947년 : 현 조호쿠(城北) 캠퍼스로 이전.
- 1949년 : 에히메 대학 교육학부가 됨.

- 1927년 : 에히메 현 실업보습학교 교원 양성소(愛媛縣實業補習學校敎員養成所) 설립.
- 1935년 : 에히메 현립 청년학교 교원 양성소(愛媛縣立靑年學校敎員養成所)로 개칭.
- 1944년 : 관립 에히메 청년 사범학교로 승격.
- 1949년 : 에히메 대학 교육학부가 됨.

- 1939년 : 니하마 시(新居濱市)에 니하마 고등 공업학교 설립.
학과: 기계과, 공작기계과, 전기과, 채광(採鑛)과, 야금과.
- 1944년 : 니하마 공업 전문학교로 개칭.
학과: 기계과, 전기과, 채광과, 야금과.
- 1949년 : 에히메 대학 공학부가 됨.

중등학교 시대
- 1900년 : 에히메현 농업학교 설립.
- 1901년 : 에히메 현립 농업학교로 개칭.
- 1918년 : 에히메 현립 마쓰야마 농업학교로 개칭.
- 1929년 : 현 다루미(樽味) 캠퍼스로 이전.

고등교육학교 시대
- 1945년 : 에히메 현립 농림 전문학교(愛媛縣立農林專門學校)로 승격.
학과: 농과, 임과, 농업토목과.
- 1949년 : 에히메 현립 마쓰야마 농과대학으로 승격.
농학부 (농학과, 임학과, 농업공학과), 일반교양과, 부속 농업고등학교를 설치.
- 1952년 : 농림화학과, 종합농학과를 증설.
- 1954년 : 에히메 대학 농학부가 됨.

## 캠퍼스
- 조호쿠(城北) 캠퍼스: 대학 본부 캠퍼스.
- 에히메현 마쓰야마시 분쿄초(文敎町) 3.
- 에히메 현 마쓰야마 시 분쿄초(文敎町) 2-5 (이학부).
- 에히메 현 마쓰야마 시 도고히마타(道後樋又) 10-13 (대학 본부).
- 시게노부(重信) 캠퍼스: 의학부 캠퍼스.
- 에히메 현 도온시(東溫市) 시쓰카와(志津川).
- 다루미(樽味) 캠퍼스: 농학부 캠퍼스.
- 에히메 현 마쓰야마 시 다루미(樽味) 3-5-7.
- 모치다(持田) 캠퍼스: 부속학교 캠퍼스.
- 에히메 현 마쓰야마 시 모치다(持田) 1-5-22.

## 조직

### 학부
- 법문학부
  - 종합정책학과
  - 인문학과
- 교육학부
  - 학교교육 교원양성 과정
  - 특별지원교육 교원양성 과정
  - 종합 인간형성 과정
  - 스포츠 건강과학 과정
  - 예술문화 과정
- 이학부
  - 수학과
  - 물리학과
  - 화학과
  - 생물학과
  - 지구과학과
- 의학부
  - 의학과 (6년제)
  - 간호학과
- 공학부
  - 기계공학과
  - 전기전자공학과
  - 환경건설공학과
  - 기능재료공학과
  - 응용화학과
  - 정보공학과
- 농학부
  - 생물자원학과

### 대학원
- 법문학 연구과 (석사 과정)
- 교육학 연구과 (석사 과정)
- 의학계 연구과
- 이공학 연구과
- 농학 연구과 (석사 과정)
- 연합 농학 연구과 (박사 과정. 본부: 에히메 대학)
- 가가와 대학/에히메 대학 연합 법무 연구과 (법과대학원)

### 부속기관
- 도서관
- 의학부 부속 병원
- 교육학부 부속 학교 (초등학교, 중학교, 유치원, 특별지원학교)
- 부속 고등학교 (구 농학부 부속 농업 고등학교)